# Geagras redimitus
Geagras redimitus is een slang uit de familie toornslangachtigen (Colubridae) en de onderfamilie Colubrinae.

## Naam en indeling
De wetenschappelijke naam van de slang werd voor het eerst voorgesteld door Edward Drinker Cope in 1876. Later werd de wetenschappelijke naam Sphenocalamus lineolatus gebruikt. Het is de enige soort uit het monotypische geslacht Geagras.

## Verspreiding en habitat
Geagras redimitus komt voor in delen van Noord-Amerika en leeft endemisch in Mexico. De habitat bestaat uit droge tropische en subtropische bossen.

## Beschermingsstatus
Door de internationale natuurbeschermingsorganisatie IUCN is de beschermingsstatus 'onzeker' toegewezen (Data Deficient of DD).